# Liste der Monuments historiques in Labergement-lès-Auxonne
Die Liste der Monuments historiques in Labergement-lès-Auxonne führt die Monuments historiques in der französischen Gemeinde Labergement-lès-Auxonne auf.

## Liste der Objekte
| Bezeichnung                                 | Beschreibung                                                   | Standort                        | Kennzeichnung | Schutzstatus | Datum | Bild |
| ------------------------------------------- | -------------------------------------------------------------- | ------------------------------- | ------------- | ------------ | ----- | ---- |
| Skulptur Unterweisung Mariens               | Holz, bezeichnet 1724                                          | in der Kirche St-Etienne (Lage) | PM21001342    | Classé       | 1962  |      |
| Gemälde Madonna mit Kind und Johannesknaben | Ölfarbe auf Leinwand, 16. Jahrhundert; nach Francesco Granacci | in der Kirche St-Etienne (Lage) | PM21002737    | Classé       | 1962  |      |